# مارك كوهين (جراح)

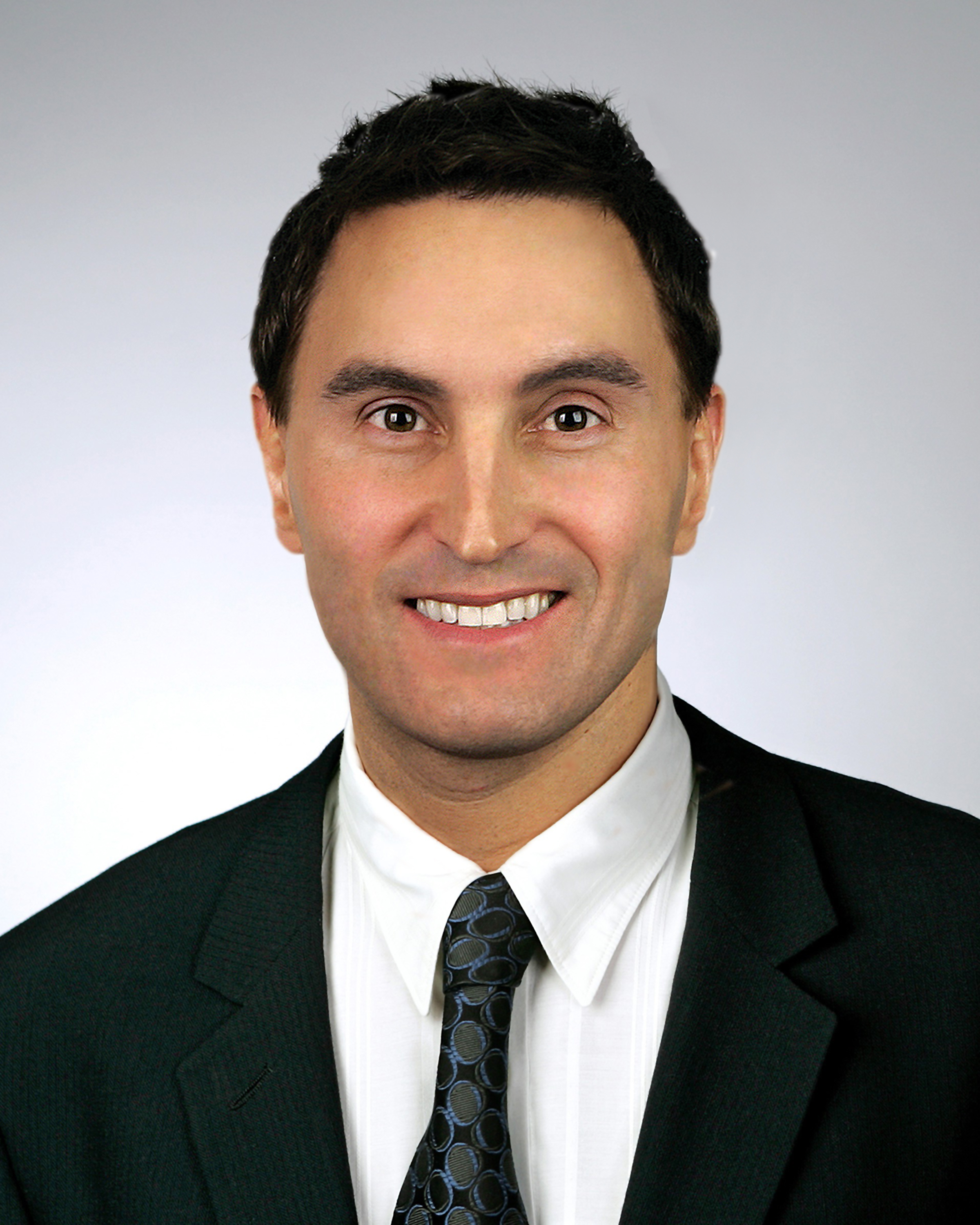
الدكتور مارك كوهين

الدكتور مارك كوهين هو طبيب عيون كندي وجراح عيون متخصص في تصحيح الرؤية بالليزر، والتي تسمى أيضًا جراحة العين الانكسارية. يمارس كوهين عمله في مونتريال وتورنتو. في عام 2001، شارك في تأسيس مركز الليزك MD بالشراكة مع الدكتور أفي واليرشتاين، والذي يعتبر أكبر مركز في كندا لجراحة الانكسار بالليزر، ويؤدي أكثر من 60,000 عملية في السنة.

## حياته التعليمية
درس الدكتور كوهين علم وظائف الأعضاء في جامعة مكغيل في مونتريال، كيبيك وحصل على درجة الدكتوراه في الطب من جامعة كوينز في كينغستون، أونتاريو، كندا. ثم تخصص في طب العيون في جامعة مكغيل في مونتريال حيث حصل على شهادة الكلية الملكية في كندا. واستمر في إكمال تدريبه في مجال الزمالة بعد الدكتوراه في زرع القرنية وجراحة المياه البيضاء وجراحة الانكسار بالليزر في جامعة كورنيل ومستشفى نورث شور الجامعي وجامعة نيويورك في مدينة نيويورك بالولايات المتحدة الأمريكية. يعتبر الدكتور كوهين هو زميل الكلية الملكية للأطباء والجراحين في كندا وعضو في الجمعيات الأمريكية والأوروبية والدولية لجراحة الانكسار وكذلك الأكاديمية الأمريكية لطب العيون.
شغل كوهين أيضًا منصب مدرب طبي ومحاضر في جراحة الانكسار في جامعة ماكغيل وجامعة شيربروك. يتلقى المقيمون من هذه البرامج التدريبية تدريبهم الإكلينيكي في مركز الليزك MD في مونتريال.

## حياته العملية
يعتبر كوهين واحد من 14 جراح لإجرا حراخات تصحي الإبصار بالليزر في أمريكا الشمالية. في عام 2000، شارك كوهين في تأليف تقرير مجلس حكومة كيبيك لتقييم تقنية الرعاية الصحية باستخدام جراحات الليزك، والتي صاغها في صورة وثيقة مخصصة للجمهور. وهو أحد المديرين الطبيين الوطنيين للمركز(2001 إلى الوقت الحاضر).
يعتبر كوهين رائدًا في علاج أمراض القرنية المخروطية وأمراض القرنية في أمريكا الشمالية. تشمل الطرق التي يتبعها في العمليات الجراحية إجراءات معقدة من معالجة كولاجين القرنية لمرضى القرنية المخروطية، جنبًا إلى جنب مع استخدام الليزر في تحديد مواقع الاصابات على القرنية وعلاجها في عام 2009. واستنادا إلى نتائج هذه العلاجات، وضع بروتوكول مونتريال، وهي طريقة موحدة لعلاج القرنية المخروطية، والتي تستخدم الآن في أكثر من 15 مدينة كندية. ونظرا لقيود إدارة الأغذية والعقاقير، فإن هذا العلاج لا يزال غير متوفر في الولايات المتحدة اعتبارًا من عام 2017.

## جوائز
منح الدكتور كوهين جائزة الجمعية الأمريكية لجراحة الساد والجراحة الانكسارية وجائزة أفضل ورقة علمية في مناسبات عديدة. في عام 2006، حصل هو والدكتور واليرشتاين على جائزة هوارد ستوتلاند للتكنولوجيا لصاحب المشروع الشاب من السنة. تلقى كوهين جائزة إرنست ويونغ في ملتقى كيبيك لعام 2008 كأفضل رجل أعمال في فئة الخدمات المهنية / المالية تكريمًا للخدمة المتميزة التي يقدمها.
في عام 2014، تحت إشراف الدكتور كوهين ودكتور والرشتاين، حصل مركز الليزك MD على جائزة نادي البلاتين كأفضل شركة في كندا، برعاية ديلويت، سيبك، والبريد الوطني ومدرسة ستيفن سميث للأعمال في جامعة كوينز. يتم منح حالة نادي البلاتين للمنظمات التي تصنف كأفضل الشركات المدارة لمدة سبع سنوات متتالية أو أكثر.